# طاحونة هواء (لعبة)

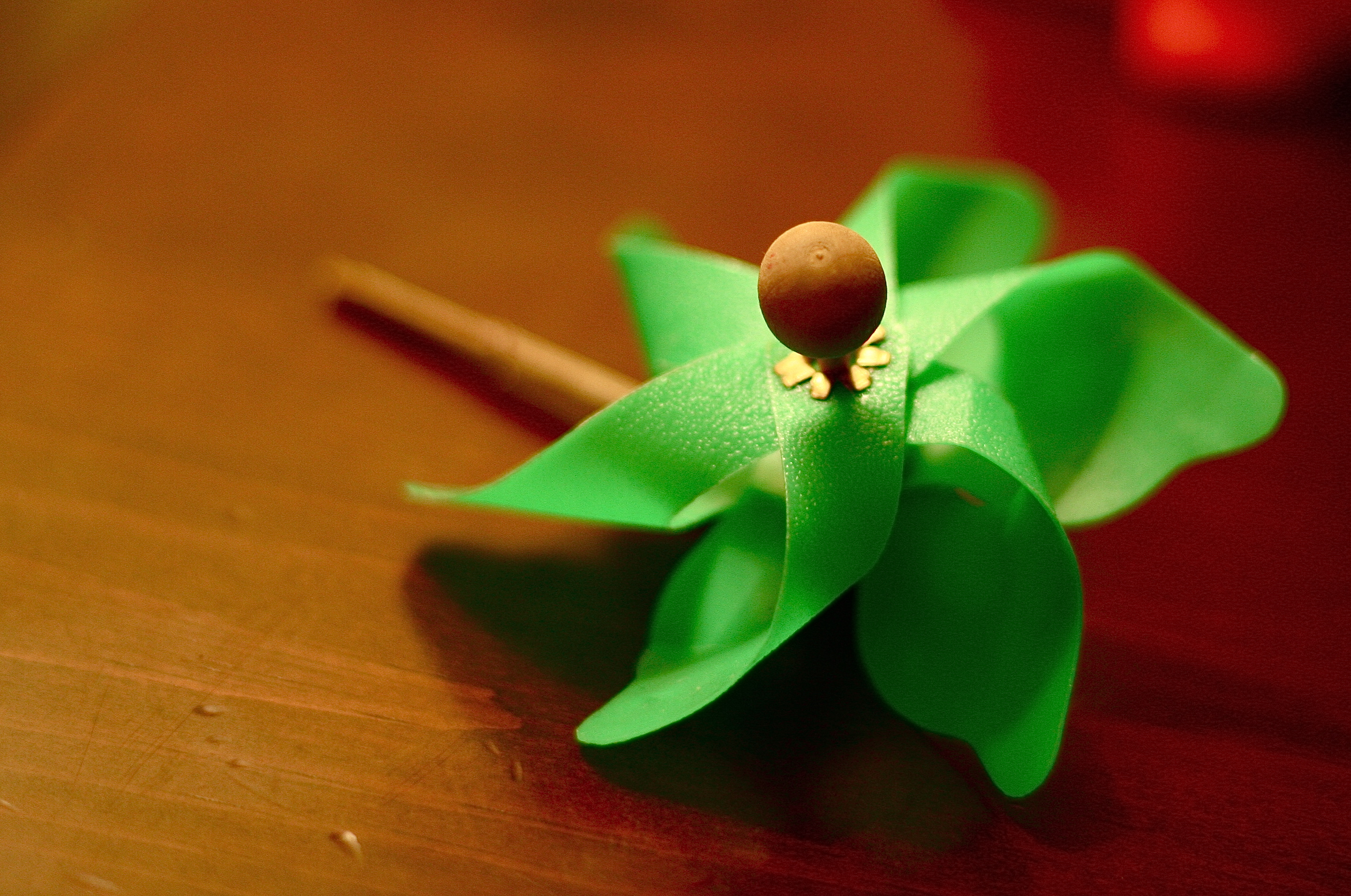
طاحونة هواء

طاحونة الهواء أو المروحة الورقية أو دولاب الهواء هي أسماء مختلفة للعبة بسيطة للأطفال مصنوعة من عجلة من الورق أو البلاستيك يرتبط محورها بعصا عن طريق دبوس أو مسمار أو دعامة. صُممت اللعبة لكي تدور بفعل الرياح أو عندما ينفخ شخص هواء تجاهها.